# Maytenus capitata
Maytenus capitata là một loài thực vật có hoa trong họ Dây gối. Loài này được (E. Mey. ex Sond.) Marais mô tả khoa học đầu tiên năm 1960.